# Valmez über alles
Valmez über alles je první studiové album moravské skinheadské Oi! kapely Valašská liga. Nahráno bylo roku 1992 a vyšlo jako MC. Kazeta však posléze byla kvůli svému obsahu stažena z prodeje.

## Písně
1. Čistej svět
2. Je to kurva den
3. Vzpamatujte se!
4. Ostrý hoch z Antiženské ligy
5. Vaše věc
6. Pauza na cigáro
7. Valmez über alles
8. Fotrům
9. Vina
10. Něco smrdí
11. Gastarbeiter
12. Skinheads